# 야음장생포동
야음장생포동(也音長生浦洞)은 울산광역시 남구의 행정동이다.

## 지명
야음동은 숙종때 야음리라 하던 마을이다. 이후 1765년 영조 41년에는 야음과 대암으로, 정조때는 야음, 대암, 도산으로, 순조 때는 야음과 도산으로 갈라져 있었다. 1894년 고종 31년에는 야음, 도산, 송호로 그리고 1911년에는 야음, 도산으로 되었다가, 1914년 행정구역 개편 때부터 이들을 합하면서 마을 뒷산의 모양이 야(也) 자 같이 생겼고, 그 산에서 야자 소리가 난다하여 ‘야음’이라 하였다.

## 지리
미포국가산업단지가 위치해 있는 공단지역으로 산업로, 처용로, 수암로 등이 통과하여 출퇴근시 교통량이 많고, 또한 공단에 인접한 지리적 특성상 공해 관련 행정수요가 증가하고 인구는 점차 감소하는 추세이다. 장생포는 국내 유일의 고래 축제가 열리고, 항만 관련 산업이 발달하였으며 특히 해양공원조성과 고래전시관이 건립되면 관광지로 많은 발전이 예상되고 있다.

## 연혁
- 1720년 숙종 46년 울산군 야음리
- 1894년 고종 31년 울산군 대현면 야음리
- 1962년 6월 1일 울산시 야음동(시 승격)
- 1979년 5월 1일 울산시 야음1동(야음1,2동 분동)
- 1985년 7월 15일 울산시 남구 야음1동(일반구제 시행)
- 1995년 5월 1일 여천동 편입
- 1997년 7월 15일 울산광역시 남구 야음1동(광역시 승격)
- 1998년 10월 17일 울산광역시 남구 야음1장생포동(장생포동 통합)
- 2001년 11월 12일 야음1장생포동 주민자치센터 개소
- 2007년 2월 26일 울산광역시 남구 야음장생포동(행정동 명칭 변경)

## 법정동
- 장생포동(長生浦洞)
- 매암동(梅岩洞)
- 여천동(呂川洞)
- 야음동(也音洞)

## 교육

### 학교
- 야음초등학교
- 장생포초등학교
- 여천초등학교
- 도산초등학교
- 용연초등학교
- 대현초등학교
- 태화중학교
- 야음중학교
- 대현고등학교
- 신선여자고등학교

### 학원
- 신삼성자동차운전전문학원

## 관광
- 장생포 고래축제
- 고래생태체험관
- 고래바다여행선

## 같이 보기
- 포털:대한민국